# Kate Clinton

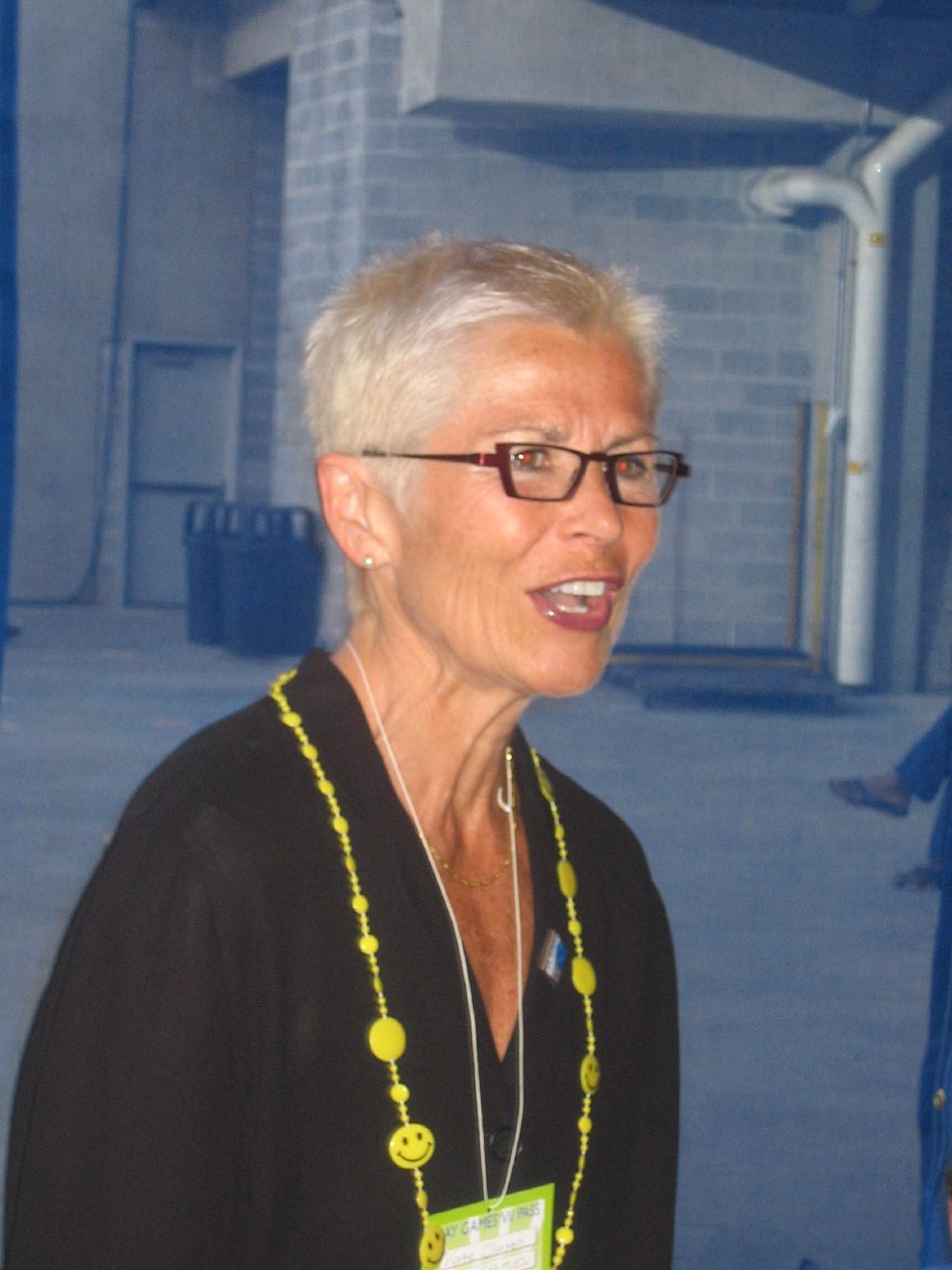
Kate Clinton

Kate Clinton (* 9. November 1947 in Buffalo, New York) ist eine US-amerikanische Journalistin, Autorin und Kabarettistin.

## Leben
Clinton wurde 1947 in Buffalo, New York, geboren und wuchs in einer römisch-katholischen Familie auf. Nach ihrer Schulzeit im Bundesstaat New York studierte Clinton am Le Moyne College Anglistik und Pädagogik und wurde Englischlehrerin an einer Highschool. In den 1980er Jahren begann sie als Komikerin und Kabarettistin aufzutreten. Ihre Kabarettprogramme lauteten unter anderem Kate's Out Is In (1993), Impure Thoughts (1995), All Het Up (1996) und Correct Me If I'm Right (1999). Verschiedene Programminhalte wurden auf Höralben aufgenommen, unter anderem Making Light! (1982), Making Waves! (1984), Live at the Great American Music Hall (1985), Babes in Joyland (1990), Comedy You Can Dance To (1998) und The Marrying Kind (2004). 2002 trat sie in dem Film The Secret Lives of Dentists von Alan Rudolph auf und war in den Theaterstücken am Broadway The Rocky Horror Show (2001) und The Vagina Monologues (2002) zu sehen.
Clinton schrieb als Autorin die Bücher Don't Get Me Started und What the L. Des Weiteren schrieb Clinton monatliche Kolumnen für die Magazine The Progressive und The Advocate. Im US-amerikanischen Fernsehen trat Clinton in verschiedenen Talkshows als Gast auf und war Grand Marshal von Gay Prides in den Vereinigten Staaten.
Bis 2022 wohnte Clinton mit ihrer Lebensgefährtin Urvashi Vaid in New York City und Provincetown, Massachusetts.